# International Dragon Boat Federation
Der Internationale Drachenbootverband (engl.: International Dragon Boat Federation/IDBF) ist der Dachverband der nationalen Drachenbootverbände weltweit. Er veranstaltet seit 1995 alle zwei Jahre Weltmeisterschaften im Drachenbootsport.

## Geschichte
Die IDBF wurde 1991 gegründet. Seitdem entwickelte sie die 2000 Jahre alte chinesische Tradition des Drachenbootes in einen modernen internationalen Wettkampfsport. Aktuell (2007) zählt die IDBF 57 nationale Mitglieder. Auch  der Deutsche Drachenboot Verband ist Mitglied im Weltverband. 2007 erfolgte die Aufnahme in den Weltsportverband GAISF als Dachverband des Drachenbootsports.

## Leitung des IDBF
- Präsident und Vorsitzender: Zhang Faqianq (China)
- Geschäftsführer: Mike Haslam (Vereinigtes Königreich)

Sitz des Verbandes ist Peking, China.

## Kontinentale Mitglieder
- Asian Dragon Boat Federation (ADBF)
- European Dragon Boat Federation (EDBF)
- North America (NOA)
- Australasia (ANZ)
- Southern Africa (SOA)